# Station 3 : Ultra Secret
Pour plus de détails, voir Fiche technique et Distribution.
Station 3 : Ultra Secret (titre original : The Satan Bug) est un film américain réalisé par John Sturges, sorti en 1965.

## Synopsis
Lee Barrett, détective privé et ancien agent de renseignement licencié pour ses opinions franches, est approché par un homme avec une offre alléchante de rejoindre une organisation politique opposée aux armes biologiques. Après avoir refusé, il découvre que l'homme est un imitateur envoyé par son ancien patron, Eric Cavanaugh, pour tester sa loyauté. Cavanaugh demande à Barrett d'enquêter sur le meurtre du chef de la sécurité de Station Three, un laboratoire d'armes biologiques top secret dans le désert du sud de la Californie. En parallèle, il doit aussi enquêter sur la disparition de son directeur et scientifique en chef, le Dr Baxter. Après leur arrivée à la station et l'attente de l'ouverture d'un verrou temporel sur le laboratoire scellé, un autre scientifique, le Dr Gregor Hoffman, leur conseille de sceller le laboratoire à l'aide de béton. Hoffman les informe qu'il y a deux armes biologiques mortelles dans le laboratoire, une souche de botulinus qui s'oxyde huit heures après sa libération, et un virus récemment développé qu'il appelle le "Satan Bug", qui pourrait tuer toute vie sur Terre en quelques instants. Déterminé à découvrir ce qui s'est passé dans la pièce et prenant des précautions extrêmes, Barrett entre pour trouver le Dr Baxter mort, avec les flacons contenant le "Satan Bug" et 1200 grammes de botulinus manquants.
Un mystérieux télégramme conduit Barrett dans un hôtel voisin où il a une réunion surprise avec son ancienne flamme, Ann, la fille de son supérieur, le général Williams, qui est venue de Washington pour superviser l'enquête. Ann révèle qu'elle a envoyé le télégramme et qu'elle a été assignée à Barrett en tant que partenaire, un arrangement qui ne dérange pas. Chez son père, la spéculation de Barrett selon laquelle un fou avec un complexe de messie est derrière le vol est confirmée par un télégramme, menaçant de libérer les virus à moins que la station trois ne soit détruite. Barrett et Ann découvrent qu'un autre scientifique de la station (sans nouvelles depuis le vol) est mort dans sa piscine. Un appel téléphonique au domicile du scientifique révèle le nom de Charles Reynolds Ainsley, un millionnaire reclus et magnat pharmaceutique qui correspond au profil de Barrett et devient rapidement le centre de l'enquête. Après qu'un incident de démonstration en Floride prouve la volonté des voleurs d'utiliser le botulique, le général Williams reçoit un appel téléphonique menaçant de libérer plus de toxine dans le comté de Los Angeles à moins que la station trois ne soit fermée. L'appelant raccroche avant de pouvoir être localisé, mais pas avant d'avoir confirmé qu'il s'agit bien de Charles Reynolds Ainsley.
Une information de la police amène Barrett et Ann à l'endroit où une voiture est tombée en panne et a été abandonnée le soir du vol. En déduisant que le chauffeur était impliqué, Barrett, avec l'aide d'Ann, localise une boîte en acier hermétique contenant les flacons manquants dans un ruisseau à proximité, pour être confronté à deux hommes armés, les voleurs. Ils sont emmenés avec la boîte au domicile du Dr Hoffman, l'autre complice du vol, qui décide de les prendre en otage, ignorant qu'ils sont suivis. Il s'avère que Veritti et Donald, les deux hommes travaillant avec Hoffman, ont caché des flacons avec un dispositif d'activation du temps à Los Angeles. À un moment donné, le flacon contenant le "Satan Bug" est séparé des autres par Hoffman, laissant le reste avec Veritti et Donald, ainsi que les otages, malgré une tentative de Barrett et Ann de les maîtriser. Bientôt, les hommes de main se rendent compte qu'ils sont suivis par deux agents de sécurité dans une voiture. Après une confrontation dans une station-service abandonnée, Veritti et Donald décident d'enfermer les deux agents avec Barrett et Ann dans le garage. Réalisant que les voyous ont l'intention de les tuer, Barrett les persuade de garder Ann en otage et, en partant, ils brisent l'un des flacons. Bien que les deux agents soient tués, Barrett survit en forçant une sortie et en mettant le feu au garage. Après une tentative infructueuse de demander de l'aide par radio, il arrête une voiture de passage conduite par Hoffman, qui a tiré une double croix sur ses propres hommes. Barrett conclut un accord pour connaître l'emplacement des flacons à Los Angeles en échange de la fermeture de Station Three, sachant maintenant que Hoffman est en fait Ainsley. Après avoir entendu une annonce sur l'autoradio signalant la fermeture de la station trois (ce que Barrett sait être faux, l'ayant arrangé plus tôt), ils sont interceptés par deux hommes se révélant être des agents de sécurité. Arrêtant Ainsley, ils l'emmènent avec Barrett dans leur voiture vers Los Angeles. Pendant ce temps, Veritti et Donald sont tués à un barrage routier en tentant de s'échapper, les flacons qu'ils transportent sont récupérés en toute sécurité et Anne retrouve son père, qui lui assure que Barrett est peut-être encore en vie, son corps n'ayant pas été retrouvé au gaz gare.
Barrett s'est rendu compte que les "agents" qui le conduisaient avec Ainsley étaient davantage des agents de sécurité d'Ainsley en route pour un rendez-vous avec un hélicoptère volant au-dessus d'eux. Après les avoir abattus à lui seul, il affronte à nouveau Ainsley, qui menace de briser le flacon contenant le "Satan Bug", disant à Barrett qu'il a attendu pour voler le virus jusqu'à ce que le vaccin puisse être isolé, c'est pourquoi Baxter et l'autre scientifique ont été assassinés. Maintenant que le vaccin est dans son sang, Ainsley est immunisé. Il déclare sa volonté de détruire le monde et d'y vivre seul plutôt que d'abandonner le pouvoir qu'il détient. L'hélicoptère atterrit, piloté par un autre des hommes d'Ainsley. Un autre accord difficile est conclu entre Barrett et Ainsley, et ils s'envolent, se retrouvant finalement au-dessus de Los Angeles alors qu'il est évacué. Au-dessus de l'hélicoptère, Barrett note qu'il survole Los Angeles, ce qui signifie qu'Ainsley tire une autre double croix. Barrett se bat avec le pilote qui essaie de le jeter hors de l'hélicoptère, pour être jeté à la place. Barrett risque de tomber après lui, mais parvient à se mettre en sécurité. Pendant le combat, Ainsley laisse tomber le flacon contenant le "Satan Bug", et alors qu'il est sur le point de tomber, Barrett l'attrape à la dernière seconde. Après avoir servi comme pilote d'hélicoptère de sauvetage de l'armée, Barrett prend avec succès les commandes, puis couvre Ainsley avec une arme à feu, soulignant qu'il n'a plus rien maintenant. Ainsley se jette hors de l'hélicoptère plutôt que de révéler l'emplacement des flacons manquants, ignorant qu'ils sont maintenant désarmés en toute sécurité. Après avoir contacté Ann et ses supérieurs, Barrett se prépare à atterrir pour la rejoindre.

## Fiche technique
- Titre : Station 3 ultra secret
- Titre original : The Satan Bug
- Réalisation : John Sturges
- Scénario : James Clavell et Edward Anhalt d'après le roman d'Alistair MacLean
- Production : John Sturges
- Musique : Jerry Goldsmith
- Photographie : Robert Surtees
- Montage : Ferris Webster
- Pays d'origine : États-Unis
- Format : Couleurs - 2,35:1 - Mono
- Genre : Policier, science-fiction, thriller
- Durée : 114 minutes
- Date de sortie : 1965

## Distribution
- George Maharis (VF : Jean-Claude Balard) : Lee Barrett
- Richard Basehart (VF : Duncan Elliott) : Dr Gregor Hoffman
- Anne Francis : Ann Williams
- Dana Andrews (VF : Jean Michaud) : Gen. Williams
- John Larkin (VF : Roger Tréville) : Dr Leonard Michaelson
- Richard Bull (VF : Marc Cassot) : Eric Cavanaugh
- Frank Sutton : Donald
- Edward Asner (VF : Henry Djanik) : Veretti
- Simon Oakland (VF : William Sabatier) : Tasserly
- John Clarke (VF : Jean-Claude Michel) : Lt. Raskin
- John Anderson (VF : Jacques Berthier) : Agent Reagan
- Hari Rhodes (VF : Bachir Touré) : Lt. Johnson
- Henry Beckman (VF : Pierre Collet) : Dr Baxter
- James Hong : Dr Yang
- William Bryant (en) (VF : Claude Joseph) : un agent de SDI à la station essence
- James Doohan : un agent de SDI à la station essence
- Tol Avery (VF : Paul Bonifas) : le capitaine de Police au stade